# Uthaug
Uthaug is een plaats in de Noorse gemeente Ørland, provincie Trøndelag. Het is gelegen aan de zuidelijke oever van de Bjungfjorden, ongeveer 4 kilometer ten westen van Opphaug, 5 kilometer ten noorden van Brekstad en 3 kilometer ten oosten van Kjeungskjaer.
Uthaug telt 411 inwoners (2007) en heeft een oppervlakte van 0,42 km².
In Uthaug zijn er vis- en betonverwerkende industrieën. Verder is er ook een goede haven aanwezig met een golfbreker. 
Het Uthaugsgarden museum is een oude bewaarde handelspost die gelegen is in het dorp. 